# Cathédrale du Sacré-Cœur d'Alger
Pour les articles homonymes, voir Cathédrale du Sacré-Cœur.
La cathédrale du Sacré-Cœur d'Alger est l'église cathédrale de l’archidiocèse d'Alger. Construite à partir de 1956, elle est devenue la cathédrale d’Alger au lendemain de l'indépendance, prenant le relais de la cathédrale Saint-Philippe d'Alger rendue à une vocation antérieure de mosquée.

## Histoire
L’église, construite après un vœu de Mgr Augustin-Fernand Leynaud en 1944, fut élevée au rang de cathédrale en décembre 1962 et consacrée en 1966.

## Architecture

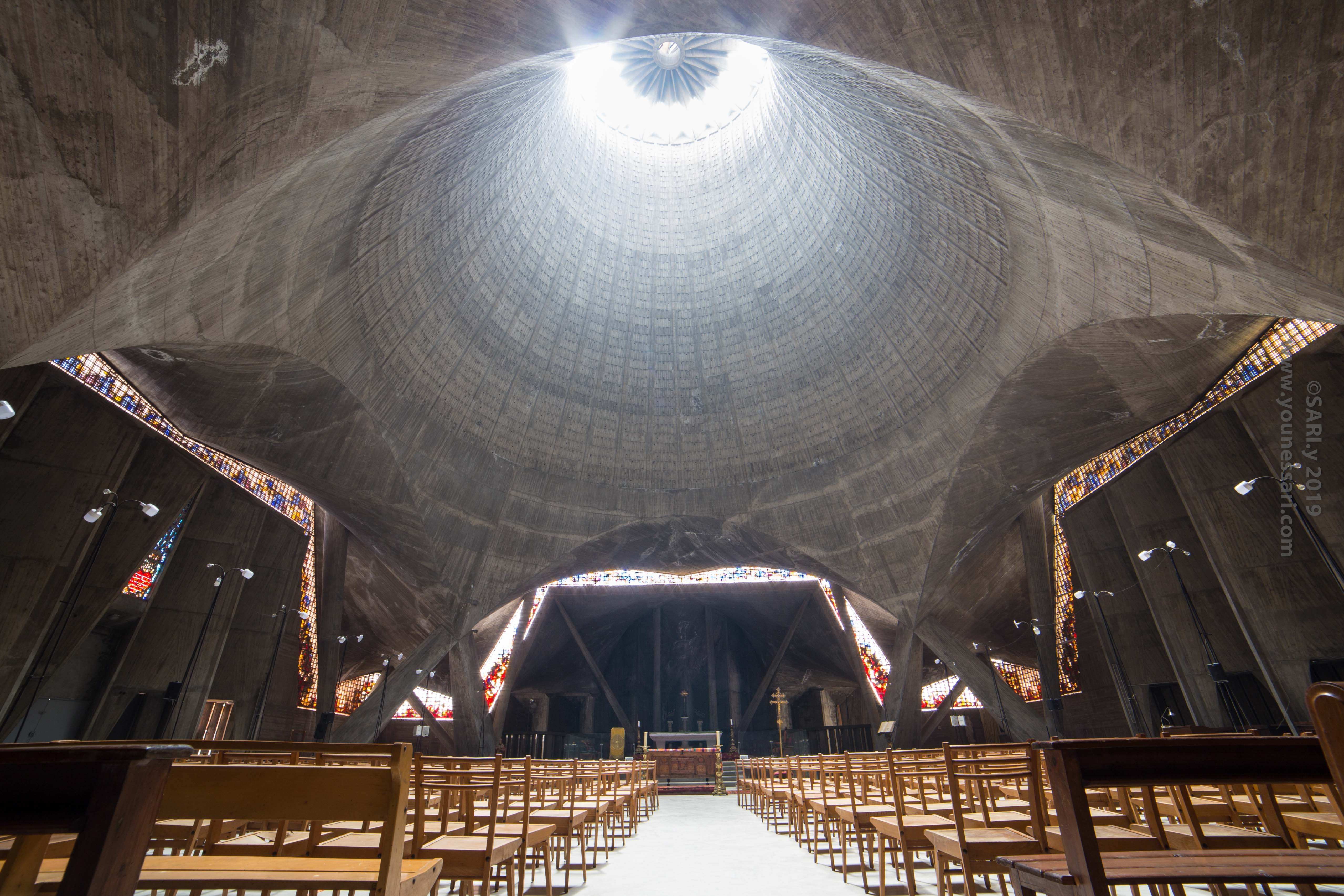
Architecture intérieure de la cathédrale.

Les concepteurs de l’édifice, Paul Herbé et Jean Le Couteur, en collaboration avec l'ingénieur René Sarger, se sont inspirés[réf. souhaitée] de l'Évangile selon Jean : « Dieu a planté sa tente parmi nous ». L’effet en est rendu par une coupole élancée s’élevant à 35 mètres au-dessus du sol de la nef et reposant sur huit piliers élevés au-dessus de quatre colonnes au galbe étonnant évoquant d’énormes champignons sous-tendus par des pieux. À l'intérieur, l'effet est saisissant car le béton est le matériau dominant, mais le jeu des lignes contraires parvient à rompre la monotonie et la coupole semble véritablement suspendue. La nef mesure 52 mètres de long sur 35 mètres de large.

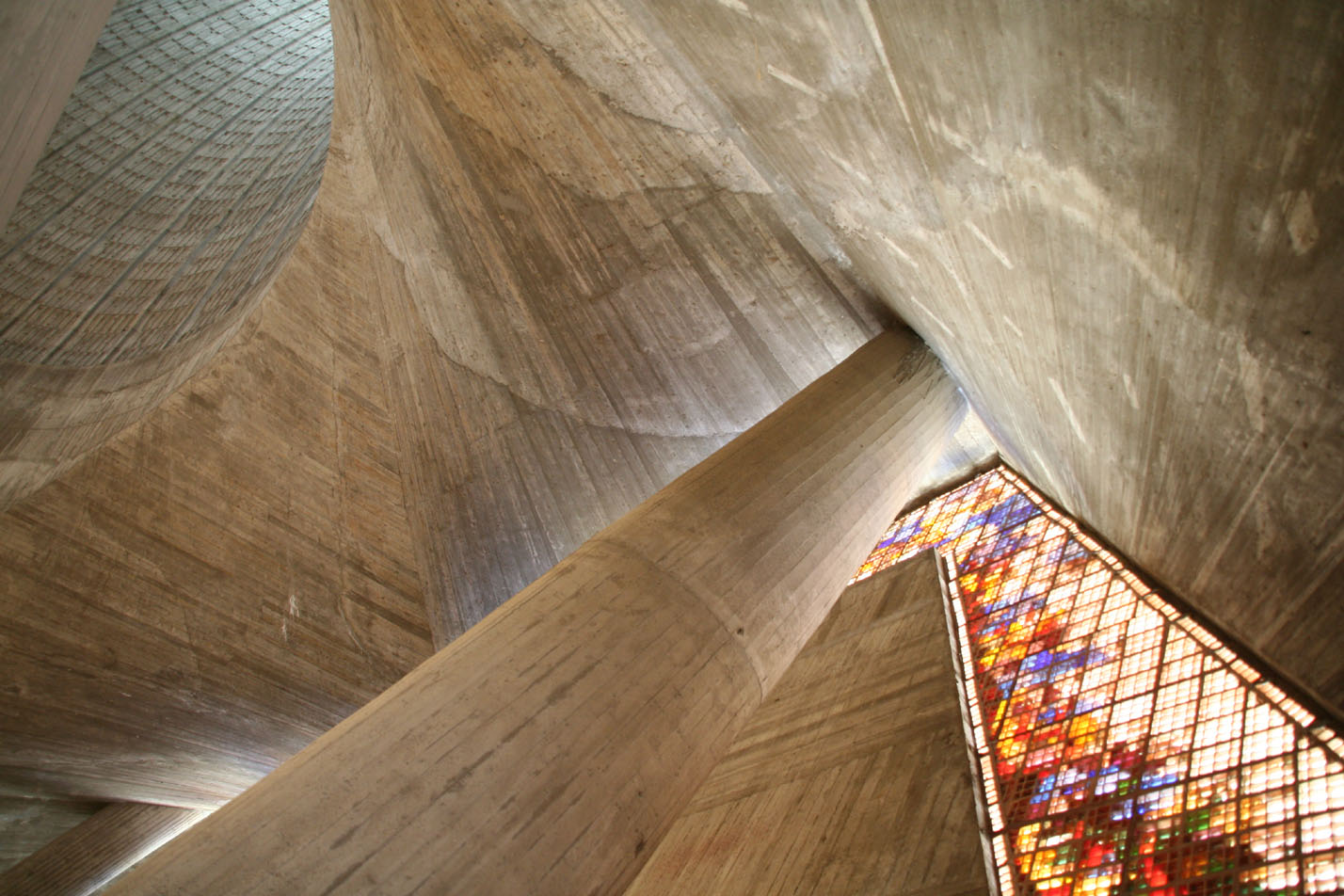
Détail avec vitrail.

À l'entrée de la nef, on peut voir de petites orgues offertes par la paroisse de Boufarik en face desquelles on remarquera une mosaïque datant de 324, provenant de la première basilique de Castellum Tingitanum (Chlef) et symbolisant l’église sous forme d’un labyrinthe où l’on lit « Sancta eclasia ». L’autel est un monolithe en marbre de Carrare abritant les reliques des saints africains Victor Ier et Fulgence.
Les vitraux longent l'édifice en donnant l'impression de le scinder en deux parties et représentent de gauche à droite : la Main de Dieu au Buisson ardent ; l'Agneau de Dieu au Cœur rouge ; le poisson ; la colombe du Saint-Esprit ; le Sacré-Cœur de Jésus.

### Article lié
- Archidiocèse d'Alger